# John Edward Spenser Brind
Sir John Edward Spenser Brind, britanski general, * 1878, † 1954.